# Stanley Cup playoff 2011
I playoff della Stanley Cup 2011 del campionato NHL 2010-2011 hanno avuto inizio il 13 aprile 2011. Le sedici squadre qualificate per i playoff, otto da ciascuna Conference, hanno giocato una serie di partite al meglio di sette per i quarti di finale, semifinali e finali di Conference. I vincitori delle due Conference hanno disputato una serie di partite al meglio di sette per la conquista della Stanley Cup. I campioni di ciascuna Division conservarono il proprio ranking per l'intera durata dei playoff, mentre le altre squadre furono ricollocate nella graduatoria dopo ciascun turno.
Questa fu la prima volta nella storia che tutte e tre le squadre provenienti dalla California (San Jose Sharks, Los Angeles Kings ed Anaheim Ducks) e tutte e quattro le squadre sulla costa dell'Oceano Pacifico (compresi i Vancouver Canucks) si qualificarono insieme ai playoff.

## Squadre partecipanti

### Eastern Conference
1. Washington Capitals – vincitori della Southeast Division e della stagione regolare nella Eastern Conference, 107 punti
2. Philadelphia Flyers – vincitori della Atlantic Division, 106 punti
3. Boston Bruins – vincitori della Northeast Division, 103 punti
4. Pittsburgh Penguins – 106 punti
5. Tampa Bay Lightning – 103 punti
6. Montreal Canadiens – 96 punti
7. Buffalo Sabres – 96 punti
8. New York Rangers – 93 punti

### Western Conference
1. Vancouver Canucks – vincitori della Northwest Division, della stagione regolare nella Western Conference e del Presidents' Trophy, 117 punti
2. San Jose Sharks – vincitori della Pacific Division, 105 punti
3. Detroit Red Wings – vincitori della Central Division, 104 punti
4. Anaheim Ducks – 99 punti
5. Nashville Predators – 99 punti
6. Phoenix Coyotes – 99 punti
7. Los Angeles Kings – 98 punti
8. Chicago Blackhawks – 97 punti

### Tabellone
In ciascun turno la squadra con il ranking più alto si sfidò con quella dal posizionamento più basso, usufruendo anche del vantaggio del fattore campo. Nella finale di Stanley Cup il fattore campo fu determinato dai punti ottenuti in stagione regolare dalle due squadre. Ciascuna serie, al meglio delle sette gare, seguì il formato 2–2–1–1–1: la squadra migliore in stagione regolare avrebbe disputato in casa Gara-1 e 2, (se necessario anche Gara-5 e 7), mentre quella posizionata peggio avrebbe giocato nel proprio palazzetto Gara-3 e 4 (se necessario anche Gara-6).
|  | Quarti di finale Conference | Quarti di finale Conference                      | Quarti di finale Conference |   |                   | Semifinali Conference | Semifinali Conference | Semifinali Conference |                    |                    | Finali Conference   | Finali Conference  | Finali Conference  |  |  | Finale Stanley Cup | Finale Stanley Cup | Finale Stanley Cup |
|  |                             |                                                  |                             |   |                   |                       |                       |                       |                    |                    |                     |                    |                    |  |  |                    |                    |                    |
|  | 1                           | Washington Capitals                              | 4                           |   |                   | 1                     | Washington Capitals   | 0                     |                    |                    |                     |                    |                    |  |  |                    |                    |                    |
|  | 8                           | New York Rangers                                 | 1                           |   |                   | 5                     | Tampa Bay Lightning   | 4                     |                    |                    |                     |                    |                    |  |  |                    |                    |                    |
|  |                             |                                                  |                             |   |                   |                       |                       |                       |                    |                    |                     |                    |                    |  |  |                    |                    |                    |
|  | 2                           | Philadelphia Flyers                              | 4                           |   |                   |                       |                       |                       | Eastern Conference | Eastern Conference | Eastern Conference  | Eastern Conference | Eastern Conference |  |  |                    |                    |                    |
|  | 2                           | Philadelphia Flyers                              | 4                           |   |                   |                       |                       |                       | Eastern Conference | Eastern Conference | Eastern Conference  | Eastern Conference | Eastern Conference |  |  |                    |                    |                    |
|  | 7                           | Buffalo Sabres                                   | 3                           |   |                   |                       |                       |                       |                    |                    |                     |                    |                    |  |  |                    |                    |                    |
|  | 7                           | Buffalo Sabres                                   | 3                           |   |                   |                       |                       |                       |                    | 5                  | Tampa Bay Lightning | 3                  |                    |  |  |                    |                    |                    |
|  |                             |                                                  |                             |   |                   |                       |                       |                       |                    | 5                  | Tampa Bay Lightning | 3                  |                    |  |  |                    |                    |                    |
|  |                             | 3                                                | Boston Bruins               | 4 |                   |                       |                       |                       |                    |                    |                     |                    |                    |  |  |                    |                    |                    |
|  | 3                           | 3                                                | Boston Bruins               | 4 | Boston Bruins     | 4                     |                       |                       |                    |                    |                     |                    |                    |  |  |                    |                    |                    |
|  | 3                           |                                                  |                             |   | Boston Bruins     | 4                     |                       |                       |                    |                    |                     |                    |                    |  |  |                    |                    |                    |
|  | 6                           | Montreal Canadiens                               | 3                           |   |                   |                       |                       |                       |                    |                    |                     |                    |                    |  |  |                    |                    |                    |
|  | 6                           | Montreal Canadiens                               | 3                           |   |                   |                       |                       |                       |                    |                    |                     |                    |                    |  |  |                    |                    |                    |
|  |                             |                                                  |                             |   |                   |                       |                       |                       |                    |                    |                     |                    |                    |  |  |                    |                    |                    |
|  |                             |                                                  |                             |   |                   |                       |                       |                       |                    |                    |                     |                    |                    |  |  |                    |                    |                    |
|  | 4                           | Pittsburgh Penguins                              | 3                           |   | 2                 | Philadelphia Flyers   | 0                     |                       |                    |                    |                     |                    |                    |  |  |                    |                    |                    |
|  | 4                           | Pittsburgh Penguins                              | 3                           |   | 2                 | Philadelphia Flyers   | 0                     |                       |                    |                    |                     |                    |                    |  |  |                    |                    |                    |
|  | 5                           | Tampa Bay Lightning                              | 4                           |   |                   | 3                     | Boston Bruins         | 4                     |                    |                    |                     |                    |                    |  |  |                    |                    |                    |
|  | 5                           | Tampa Bay Lightning                              | 4                           |   |                   |                       |                       |                       |                    | E3                 | Boston Bruins       | 4                  |                    |  |  |                    |                    |                    |
|  |                             | (Accoppiamenti ristabiliti dopo il primo turno.) |                             |   |                   |                       |                       |                       |                    | E3                 | Boston Bruins       | 4                  |                    |  |  |                    |                    |                    |
|  |                             | W1                                               | Vancouver Canucks           | 3 |                   |                       |                       |                       |                    |                    |                     |                    |                    |  |  |                    |                    |                    |
|  | 1                           | W1                                               | Vancouver Canucks           | 3 | Vancouver Canucks | 4                     |                       |                       | 1                  | Vancouver Canucks  | 4                   |                    |                    |  |  |                    |                    |                    |
|  | 1                           |                                                  |                             |   | Vancouver Canucks | 4                     |                       |                       | 1                  | Vancouver Canucks  | 4                   |                    |                    |  |  |                    |                    |                    |
|  | 8                           | Chicago Blackhawks                               | 3                           |   |                   | 5                     | Nashville Predators   | 2                     |                    |                    |                     |                    |                    |  |  |                    |                    |                    |
|  | 8                           | Chicago Blackhawks                               | 3                           |   |                   | 5                     | Nashville Predators   | 2                     |                    |                    |                     |                    |                    |  |  |                    |                    |                    |
|  |                             |                                                  |                             |   |                   |                       |                       |                       |                    |                    |                     |                    |                    |  |  |                    |                    |                    |
|  | 2                           | San Jose Sharks                                  | 4                           |   |                   |                       |                       |                       |                    |                    |                     |                    |                    |  |  |                    |                    |                    |
|  | 2                           | San Jose Sharks                                  | 4                           |   |                   |                       |                       |                       |                    |                    |                     |                    |                    |  |  |                    |                    |                    |
|  | 7                           | Los Angeles Kings                                | 2                           |   |                   |                       |                       |                       |                    |                    |                     |                    |                    |  |  |                    |                    |                    |
|  | 7                           | Los Angeles Kings                                | 2                           |   |                   |                       |                       |                       | 1                  | Vancouver Canucks  | 4                   |                    |                    |  |  |                    |                    |                    |
|  |                             |                                                  |                             |   |                   |                       |                       |                       | 1                  | Vancouver Canucks  | 4                   |                    |                    |  |  |                    |                    |                    |
|  |                             | 2                                                | San Jose Sharks             | 1 |                   |                       |                       |                       |                    |                    |                     |                    |                    |  |  |                    |                    |                    |
|  | 3                           | 2                                                | San Jose Sharks             | 1 | Detroit Red Wings | 4                     |                       |                       |                    |                    |                     |                    |                    |  |  |                    |                    |                    |
|  | 3                           |                                                  |                             |   | Detroit Red Wings | 4                     |                       |                       |                    |                    |                     |                    |                    |  |  |                    |                    |                    |
|  | 6                           | Phoenix Coyotes                                  | 0                           |   |                   |                       |                       |                       |                    |                    | Western Conference  | Western Conference | Western Conference |  |  |                    |                    |                    |
|  | 6                           | Phoenix Coyotes                                  | 0                           |   |                   |                       |                       |                       |                    |                    | Western Conference  | Western Conference | Western Conference |  |  |                    |                    |                    |
|  |                             |                                                  |                             |   |                   |                       |                       |                       |                    |                    |                     |                    |                    |  |  |                    |                    |                    |
|  | 4                           | Anaheim Ducks                                    | 2                           |   | 2                 | San Jose Sharks       | 4                     |                       |                    |                    |                     |                    |                    |  |  |                    |                    |                    |
|  | 4                           | Anaheim Ducks                                    | 2                           |   | 2                 | San Jose Sharks       | 4                     |                       |                    |                    |                     |                    |                    |  |  |                    |                    |                    |
|  | 5                           | Nashville Predators                              | 4                           |   |                   | 3                     | Detroit Red Wings     | 3                     |                    |                    |                     |                    |                    |  |  |                    |                    |                    |

## Eastern Conference

### Quarti di finale di Conference

#### Washington - NY Rangers
| Arbitri: | Dan O'Halloran Brian Pochmara |

|              |           |                           |
| Gilroy 41:56 | Marcatori | 53:44 Ovečkin 78:24 Sëmin |

| Arbitri: | Eric Furlatt Wes McCauley |

|  |           |                            |
|  | Marcatori | 22:11 Chimera 24:08 Arnott |

| Arbitri: | Tim Peel Chris Rooney |

|                            |           |                                                |
| Ovečkin 39:00 Knuble 54:48 | Marcatori | 25:30 Christensen 24:08 Prospal 58:21 Dubinsky |

| Arbitri: | Paul Devorski Steve Kozari |

|                                                 |           |                                             |
| Sëmin 42:47 Johansson 43:44 52:07 Chimera 92:36 | Marcatori | 25:24 Anisimov 33:40 Gáborík 33:47 Dubinsky |

| Arbitri: | Stephen Walkom Ian Walsh |

|              |           |                                       |
| Wolski 59:28 | Marcatori | 05:59 Green 27:04 Ovečkin 56:23 Sëmin |

#### Philadelphia - Buffalo
| Arbitri: | Kelly Sutherland Dennis LaRue |

|              |           |  |
| Kaleta 45:56 | Marcatori |  |

| Arbitri: | Dan O'Rourke Brad Meier |

|                                                |           |                                                                         |
| Vanek 06:49 09:43 Sekera 12:30 McCormick 46:12 | Marcatori | 04:00 Giroux 07:20 Carcillo 13:14 van Riemsdyk 33:36 Leino 35:27 Brière |

| Arbitri: | Paul Devorski Steve Kozari |

|                                                      |           |                            |
| Carter 04:42 Brière 22:44 Žerdev 36:44 Timonen 59:42 | Marcatori | 11:55 Stafford 38:12 Gerbe |

| Arbitri: | Marc Joannette François St.Laurent |

|  |           |                  |
|  | Marcatori | 09:33 Pominville |

| Arbitri: | Dan O'Halloran Brian Pochmara |

|                                              |           |                                                |
| Ennis 02:24 65:31 Vanek 03:51 Gragnani 15:36 | Marcatori | 28:12 van Riemsdyk 29:57 Meszároš 43:36 Brière |

| Arbitri: | Kevin Pollock Chris Lee |

|                                                                  |           |                                                 |
| Brière 14:53 28:43 van Riemsdyk 20:49 Hartnell 50:43 Leino 64:43 | Marcatori | 02:13 Niedermayer 08:41 19:27 Vanek 36:09 Gerbe |

| Arbitri: | Dan O'Rourke Stephen Walkom |

|                         |           |                                                                   |
| Myers 46:33 Boyes 55:21 | Marcatori | 19:41 Coburn 24:45 Brière 30:19 Giroux 41:59 Leino 50:03 Carcillo |

#### Boston - Montreal
| Arbitri: | Dan O'Rourke Brad Meier |

|                    |           |  |
| Gionta 02:44 56:42 | Marcatori |  |

| Arbitri: | Paul Devorski Steve Kozari |

|                                           |           |                |
| Cammalleri 00:43 Darche 02:20 Weber 37:21 | Marcatori | 27:38 Bergeron |

| Arbitri: | Dan O'Halloran Brian Pochmara |

|                                                      |           |                               |
| Krejčí 03:11 Horton 14:38 Peverley 22:02 Kelly 59:34 | Marcatori | 27:03 Kascicyn 44:08 Plekanec |

| Arbitri: | Stephen Walkom Ian Walsh |

|                                                            |           |                                                          |
| Ryder 22:13 61:59 Ference 29:59 Bergeron 37:04 Kelly 53:42 | Marcatori | 08:13 Sopel 26:52 Cammalleri 27:47 Kascicyn 41:39 Subban |

| Arbitri: | Brad Watson Greg Kimmerly |

|               |           |                             |
| Halpern 53:56 | Marcatori | 44:33 Marchand 89:03 Horton |

| Arbitri: | Kevin Pollock Chris Lee |

|                  |           |                               |
| Seidenberg 20:48 | Marcatori | 10:07 Cammalleri 25:48 Gionta |

| Arbitri: | Tim Peel Kelly Sutherland |

|                                         |           |                                                     |
| Weber 09:49 Plekanec 25:50 Subban 58:03 | Marcatori | 03:31 Boychuk 05:33 Recchi 49:44 Kelly 65:43 Horton |

#### Pittsburgh - Tampa Bay
| Arbitri: | Eric Furlatt Wes McCauley |

|  |           |                                        |
|  | Marcatori | 46:05 Kovalёv 46:23 Asham 59:28 Kunitz |

| Arbitri: | Tim Peel Chris Rooney |

|                                                                           |           |             |
| Brewer 02:02 Lecavalier 06:53 Thompson 17:02 St. Louis 39:46 Öhlund 57:55 | Marcatori | 29:08 Adams |

| Arbitri: | Kelly Sutherland Dennis LaRue |

|                                        |           |                       |
| Talbot 05:46 Asham 06:31 Kennedy 42:43 | Marcatori | 15:19 42:12 St. Louis |

| Arbitri: | Kevin Pollock Chris Lee |

|                                      |           |                                  |
| Kennedy 08:14 Asham 22:39 Neal 83:38 | Marcatori | 37:14 St. Louis 56:43 Bergenheim |

| Arbitri: | Dan O'Rourke Brad Meier |

|                                                                                       |           |                         |
| Gagné 16:57 25:31 Stamkos 17:43 27:00 Lecavalier 21:55 Kubina 42:54 45:45 Moore 55:35 | Marcatori | 43:36 Rupp 48:22 Conner |

| Arbitri: | Eric Furlatt Marc Joannette |

|                          |           |                                                          |
| Dupuis 08:23 Staal 43:48 | Marcatori | 16:36 Purcell 25:44 Bergenheim 44:55 Downie 49:34 Malone |

| Arbitri: | Brad Watson Dan O'Halloran |

|                  |           |  |
| Bergenheim 25:41 | Marcatori |  |

### Semifinali di Conference

#### Washington - Tampa Bay
| Arbitri: | Kevin Pollock Kelly Sutherland |

|                                                         |           |                        |
| Bergenheim 02:12 Downie 36:17 Stamkos 39:28 Moore 59:20 | Marcatori | 04:08 Sëmin 21:51 Fehr |

| Arbitri: | Dan O'Halloran Tim Peel |

|                                        |           |                           |
| Lecavalier 19:41 66:19 St. Louis 47:35 | Marcatori | 34:52 Laich 58:52 Ovečkin |

| Arbitri: | Paul Devorski Dan O'Rourke |

|                                          |           |                                                              |
| Knuble 20:59 Carlson 27:58 Ovečkin 32:27 | Marcatori | 11:03 Bergenheim 31:51 Lecavalier 45:23 Stamkos 45:47 Malone |

| Arbitri: | Steve Kozari Stephen Walkom |

|                                         |           |                                                                    |
| Sturm 18:30 Erskine 33:40 Carlson 57:54 | Marcatori | 12:37 Malone 24:41 32:34 Bergenheim 45:07 Bergeron 56:52 St. Louis |

#### Philadelphia - Boston
| Arbitri: | Paul Devorski Dan O'Rourke |

|                                                                                  |           |                                                |
| Krejčí 01:52 35:26 Horton 19:24 Recchi 22:34 Marchand 37:14 54:59 Campbell 57:39 | Marcatori | 11:02 Brière 37:30 van Riemsdyk 53:02 Richards |

| Arbitri: | Eric Furlatt Marc Joannette |

|                                         |           |                          |
| Kelly 12:50 Marchand 14:15 Krejčí 74:00 | Marcatori | 00:29 09:31 van Riemsdyk |

| Arbitri: | Dan O'Halloran Brad Watson |

|                |           |                                                          |
| Meszároš 36:26 | Marcatori | 00:30 58:38 Chára 01:03 Krejčí 33:39 Paille 35:14 Horton |

| Arbitri: | Steve Kozari Stephen Walkom |

|                |           |                                                             |
| Versteeg 33:22 | Marcatori | 12:02 55:03 Lucic 42:42 Boychuk 58:04 Marchand 59:35 Paille |

### Finale di Conference

#### Boston - Tampa Bay
| Arbitri: | Brad Watson Dan O'Rourke |

|                                                                       |           |                            |
| Bergenheim 11:15 Clark 11:34 Purcell 12:40 Bergeron 53:37 Gagné 57:29 | Marcatori | 15:59 Seguin 58:59 Boychuk |

| Arbitri: | Eric Furlatt Kelly Sutherland |

|                                                                       |           |                                                                |
| Hall 00:13 St. Louis 19:53 Lecavalier 27:48 Stamkos 43:47 Moore 53:15 | Marcatori | 13:58 Horton 20:48 26:30 Seguin 22:24 Krejčí 36:16 39:41 Ryder |

| Arbitri: | Stephen Walkom Steve Kozari |

|                            |           |  |
| Krejčí 01:09 Ference 48:12 | Marcatori |  |

| Arbitri: | Dan O'Halloran Tim Peel |

|                                  |           |                                                                  |
| Bergeron 11:47 17:58 Ryder 16:34 | Marcatori | 26:55 27:58 Purcell 30:53 Bergenheim 46:54 Gagné 59:23 St. Louis |

| Arbitri: | Brad Watson Dan O'Rourke |

|             |           |                                            |
| Gagné 01:09 | Marcatori | 24:24 Horton 35:56 Marchand 59:47 Peverley |

| Arbitri: | Eric Furlatt Kelly Sutherland |

|                                      |           |                                                         |
| Lucic 07:09 Krejčí 16:30 49:46 53:28 | Marcatori | 00:36 33:35 Purcell 27:55 50:15 St. Louis 40:34 Stamkos |

| Arbitri: | Dan O'Halloran Stephen Walkom |

|  |           |              |
|  | Marcatori | 57:27 Horton |

## Western Conference

### Quarti di finale di Conference

#### Vancouver - Chicago
| Arbitri: | Marc Joannette François St.Laurent |

|  |           |                            |
|  | Marcatori | 07:03 Higgins 10:23 Hansen |

| Arbitri: | Stephen Walkom Ian Walsh |

|                                  |           |                                               |
| Smith 34:50 52:50 Stålberg 41:56 | Marcatori | 07:30 Hansen 20:30 50:06 D. Sedin 39:46 Edler |

| Arbitri: | Brad Watson Greg Kimmerly |

|                                               |           |                         |
| Ehrhoff 30:03 D. Sedin 30:57 Samuelsson 46:48 | Marcatori | 06:04 Keith 32:40 Sharp |

| Arbitri: | Brad Meier Dan O'Rourke |

|                           |           |                                                                                       |
| Salo 04:46 D. Sedin 56:24 | Marcatori | 01:43 Bickell 25:18 Campbell 25:35 Keith 34:45 Bolland 38:57 Frolík 42:49 53:21 Sharp |

| Arbitri: | Eric Furlatt Tim Peel |

|                                                |           |  |
| Hossa 05:54 21:26 Keith 06:18 24:47 Kane 12:17 | Marcatori |  |

| Arbitri: | Kelly Sutherland Wes McCauley |

|                                           |           |                                                      |
| D. Sedin 02:06 Burrows 18:48 Bieksa 40:58 | Marcatori | 14:57 Bickell 35:08 Bolland 42:31 Frolík 75:30 Smith |

| Arbitri: | Paul Devorski Steve Kozari |

|             |           |                     |
| Toews 58:04 | Marcatori | 02:43 65:22 Burrows |

#### San Jose - Los Angeles
| Arbitri: | Brad Watson Greg Kimmerly |

|                           |           |                                            |
| Brown 27:25 William 36:20 | Marcatori | 00:28 Heatley 30:23 Couture 74:44 Pavelski |

| Arbitri: | Kevin Pollock Chris Lee |

|                                                  |           |  |
| Johnson 12:13 Doughty 15:43 35:42 Clifford 44:54 | Marcatori |  |

| Arbitri: | Eric Furlatt Wes McCauley |

|                                                                              |           |                                                                          |
| Marleau 23:08 Clowe 26:53 38:35 Couture 33:32 Pavelski 39:29 Setoguchi 63:09 | Marcatori | 02:26 Mitchell 02:39 Clifford 18:22 Handzuš 20:44 Richardson 33:47 Smyth |

| Arbitri: | Dennis LaRue Kelly Sutherland |

|                                                                             |           |                                                      |
| Clowe 23:58 29:28 Demers 25:12 Thornton 42:28 Pavelski 43:22 Mitchell 51:42 | Marcatori | 31:00 Richardson 36:04 Williams 53:11 Ponikarovs'kyj |

| Arbitri: | Tim Peel Marc Joannette |

|                                            |           |               |
| Simmonds 03:36 Clifford 07:14 Penner 08:42 | Marcatori | 25:43 Marleau |

| Arbitri: | Dan O'Halloran Brian Pochmara |

|                                                          |           |                                        |
| Wellwood 22:58 Demers 36:52 Heatley 48:48 Thornton 62:22 | Marcatori | 33:27 Williams 40:18 Smyth 51:39 Lewis |

#### Detroit - Phoenix
| Arbitri: | Paul Devorski Steve Kozari |

|                           |           |                                                        |
| Turris 02:16 Vrbata 47:38 | Marcatori | 27:38 Dacjuk 28:31 Franzén 38:16 Rafalski 43:16 Hudler |

| Arbitri: | Kelly Sutherland Dennis LaRue |

|                               |           |                                                        |
| Vrbata 27:02 Doan 45:49 48:37 | Marcatori | 10:42 Dacjuk 15:50 Rafalski 19:01 Helm 21:11 Holmström |

| Arbitri: | Kevin Pollock Chris Lee |

|                                                       |           |                              |
| Salej 01:57 Miller 02:41 Filppula 22:50 Franzén 40:45 | Marcatori | 31:43 Schlemko 53:00 Whitney |

| Arbitri: | Brad Watson Greg Kimmerly |

|                                                                              |           |                                     |
| Holmström 03:47 Eaves 18:47 59:24 Kronwall 24:49 Cleary 53:41 Bertuzzi 55:34 | Marcatori | 05:46 Pyatt 09:46 Doan 21:09 Hanzal |

#### Anaheim - Nashville
| Arbitri: | Kevin Pollock Chris Lee |

|                                               |           |               |
| Weber 04:13 Sullivan 35:16 Fisher 38:08 40:56 | Marcatori | 51:24 Selänne |

| Arbitri: | Marc Joannette François St.Laurent |

|                                        |           |                                                          |
| Weber 24:29 Hörnqvist 28:20 Ward 50:17 | Marcatori | 05:24 Perry 06:02 Selänne 27:12 59:07 Ryan 35:54 Getzlaf |

| Arbitri: | Stephen Walkom Ian Walsh |

|                                    |           |                                                    |
| Selänne 38:10 38:40 Beleskey 46:48 | Marcatori | 15:00 Erat 15:38 Tootoo 45:25 Legwand 50:21 Fisher |

| Arbitri: | Dan O'Halloran Brian Pochmara |

|                                                                                 |           |                                            |
| Fowler 04:41 Koivu 05:14 Selänne 31:41 Perry 41:17 Getzlaf 44:51 McMillan 46:46 | Marcatori | 05:45 Hörnqvist 25:44 Ward 34:14 Halischuk |

| Arbitri: | Kelly Sutherland Wes McCauley |

|                                                   |           |                              |
| Klein 08:32 Ward 51:20 Weber 59:24 Smithson 61:57 | Marcatori | 33:39 54:16 Blake 40:40 Ryan |

| Arbitri: | Paul Devorski Steve Kozari |

|                           |           |                                                  |
| Selänne 10:22 Blake 38:23 | Marcatori | 22:51 44:43 Spaling 23:29 Sullivan 59:50 Legwand |

### Semifinali di Conference

#### Vancouver - Nashville
| Arbitri: | Marc Joannette Eric Furlatt |

|  |           |               |
|  | Marcatori | 32:14 Higgins |

| Arbitri: | Dan O'Halloran Brad Watson |

|                             |           |               |
| Suter 58:53 Halischuk 94:51 | Marcatori | 22:00 Burrows |

| Arbitri: | Chris Lee Tim Peel |

|                                  |           |                          |
| Kesler 21:00 70:45 Higgins 43:03 | Marcatori | 10:18 Legwand 53:18 Ward |

| Arbitri: | Kevin Pollock Kelly Sutherland |

|                                                    |           |                          |
| Ehrhoff 15:04 Edler 29:43 Kesler 47:28 Sedin 59:39 | Marcatori | 19:18 Ward 43:27 Franson |

| Arbitri: | Dan O'Rourke Paul Devorski |

|                                      |           |                                 |
| Legwand 03:42 20:51 Ward 41:14 45:45 | Marcatori | 05:59 Torres 15:06 56:14 Kesler |

| Arbitri: | Steve Kozari Stephen Walkom |

|                              |           |               |
| Raymond 07:45 D. Sedin 09:29 | Marcatori | 23:31 Legwand |

#### San Jose - Detroit
| Arbitri: | Steve Kozari Stephen Walkom |

|                |           |                               |
| Lidström 09:30 | Marcatori | 50:22 Pavelski 67:03 Ferriero |

| Arbitri: | Kelly Sutherland Kevin Pollock |

|                  |           |                          |
| Zetterberg 53:58 | Marcatori | 04:54 White 41:39 Wallin |

| Arbitri: | Eric Furlatt Marc Joannette |

|                                         |           |                                         |
| Setoguchi 12:57 34:49 69:21 Boyle 55:52 | Marcatori | 19:38 Lidström 33:59 Eaves 38:17 Dacjuk |

| Arbitri: | Dan O'Halloran Brad Watson |

|                                         |           |                                                |
| Couture 18:16 Boyle 33:44 Heatley 41:14 | Marcatori | 06:22 Bertuzzi 11:09 18:01 Lidström 58:33 Helm |

| Arbitri: | Chris Lee Tim Peel |

|                                                            |           |                                              |
| Kronwall 36:25 Ericsson 43:43 Cleary 45:29 Holmström 53:52 | Marcatori | 17:18 Setoguchi 35:32 Pavelski 40:54 Couture |

| Arbitri: | Paul Devorski Dan O'Rourke |

|               |           |                                            |
| Couture 43:54 | Marcatori | 50:38 Zetterberg 52:32 Filppula 58:55 Helm |

| Arbitri: | Dan O'Halloran Kelly Sutherland |

|                               |           |                                             |
| Zetterberg 33:10 Dacjuk 53:59 | Marcatori | 12:20 Setoguchi 19:01 Couture 52:13 Marleau |

### Finale di Conference

#### Vancouver - San Jose
| Arbitri: | Stephen Walkom Steve Kozari |

|                              |           |                                            |
| Thornton 18:47 Marleau 28:44 | Marcatori | 21:49 Lapierre 47:02 Bieksa 48:21 H. Sedin |

| Arbitri: | Dan O'Halloran Tim Peel |

|                                         |           |                                                                                       |
| Couture 02:28 Marleau 13:03 Eager 57:27 | Marcatori | 09:39 51:41 D. Sedin 10:18 Torres 32:05 Bieksa 47:56 Higgins 54:30 Rome 56:42 Raymond |

| Arbitri: | Dan O'Rourke Brad Watson |

|                                          |           |                                             |
| Burrows 41:09 Hamhuis 53:39 Bieksa 56:04 | Marcatori | 03:56 17:25 Marleau 08:22 Clowe 46:46 Boyle |

| Arbitri: | Kelly Sutherland Eric Furlatt |

|                                             |           |                              |
| Kesler 29:16 Salo 30:55 31:11 Burrows 45:43 | Marcatori | 47:02 Desjardins 55:55 Clowe |

| Arbitri: | Steve Kozari Stephen Walkom |

|                               |           |                                         |
| Marleau 29:57 Setoguchi 40:24 | Marcatori | 08:02 Burrows 59:46 Kesler 90:18 Bieksa |

## Finale Stanley Cup
La finale della Stanley Cup 2011 è stata una serie al meglio delle sette gare che ha determinato il campione della National Hockey League per la stagione 2010-11. I Boston Bruins hanno sconfitto i Vancouver Canucks in sette partite e si sono aggiudicati la Stanley Cup per la sesta volta della loro storia 37 stagioni dopo il loro ultimo successo risalente al campionato 1971-72.

## Statistiche

### Classifica marcatori
La seguente lista elenca i migliori marcatori al termine dei playoff.

| Giocatore          | Squadra             | PG | G  | A  | Pt | +/- | MP |
| ------------------ | ------------------- | -- | -- | -- | -- | --- | -- |
| David Krejčí       | Boston Bruins       | 25 | 12 | 11 | 23 | +8  | 10 |
| Henrik Sedin       | Vancouver Canucks   | 25 | 3  | 19 | 22 | -11 | 16 |
| Martin St. Louis   | Tampa Bay Lightning | 18 | 10 | 10 | 20 | -8  | 4  |
| Daniel Sedin       | Vancouver Canucks   | 25 | 9  | 11 | 20 | -9  | 32 |
| Patrice Bergeron   | Boston Bruins       | 23 | 6  | 14 | 20 | +15 | 28 |
| Brad Marchand      | Boston Bruins       | 25 | 11 | 8  | 19 | +12 | 40 |
| Ryan Kesler        | Vancouver Canucks   | 25 | 7  | 12 | 19 | 0   | 47 |
| Vincent Lecavalier | Tampa Bay Lightning | 18 | 6  | 13 | 19 | +6  | 16 |
| Alexandre Burrows  | Vancouver Canucks   | 25 | 9  | 8  | 17 | 0   | 34 |
| Nathan Horton      | Boston Bruins       | 21 | 8  | 9  | 17 | +11 | 35 |

### Classifica portieri
Questa è una tabella che combina i cinque migliori portieri dei playoff per media di gol subiti a gara con i cinque migliori portieri per percentuale di parate, con almeno 420 minuti disputati. La tabella è ordinata per la media gol subiti, e i criteri di inclusione sono in grassetto.

| Giocatore       | Squadra             | PG | Min     | V  | S | OTS | TC  | GS | SO | Sv%  | MGS  |
| --------------- | ------------------- | -- | ------- | -- | - | --- | --- | -- | -- | ---- | ---- |
| Tim Thomas      | Boston Bruins       | 25 | 1541:53 | 16 | 9 | 1   | 849 | 51 | 4  | .940 | 1.98 |
| Carey Price     | Montreal Canadiens  | 7  | 455:29  | 3  | 4 | 3   | 242 | 16 | 1  | .934 | 2.11 |
| Corey Crawford  | Chicago Blackhawks  | 7  | 435:12  | 3  | 4 | 1   | 218 | 16 | 1  | .927 | 2.21 |
| Michal Neuvirth | Washington Capitals | 9  | 589:56  | 4  | 5 | 1   | 261 | 23 | 1  | .912 | 2.34 |
| Jimmy Howard    | Detroit Red Wings   | 11 | 673:22  | 7  | 4 | 2   | 364 | 28 | 0  | .923 | 2.50 |
| Dwayne Roloson  | Tampa Bay Lightning | 17 | 981:49  | 10 | 6 | 1   | 541 | 41 | 1  | .924 | 2.51 |